# International School Eindhoven
De internationale school van Eindhoven is een basis- en middelbare school voor internationaal onderwijs in Eindhoven. 

## Gebouw
De school is gesitueerd in de voormalige Constant Rebecquekazerne, een Boostkazerne gebouwd in 1938. Het rijksmonument is in 2013 door architectenbureau Diederendirix verbouwd tot school. 
Bij de verbouwing is de appelplaats open gehouden. Om toch de verschillende gebouwen van het kazernecomplex samen te kunnen voegen, is een gedeelte van de nieuwbouw onder de grond uitgevoerd, om zo de gebouwen onder de grond te kunnen verbinden.
Na de verbouwing heeft het monument een BREEAM 'good' certificering gekregen. Dit is een uitzonderlijke score voor een monument.